# Pilot (Teorie velkého třesku)
Pilot je první díl první řady amerického televizního seriálu Teorie velkého třesku. V této epizodě hostují herci Vernée Watson a Brian Patrick Wade. Režisérem epizody je James Burrows.

## Děj
Kamarádi a fyzici Sheldon (Jim Parsons) a Leonard (Johnny Galecki) navštíví spermobanku pro dárce s vysokým IQ. Svůj dar si ale nakonec rozmyslí a vracejí se domů. Při příchodu k bytu vidí, že se do bytu přes chodbu nastěhovala nová sousedka, mladá dívka Penny (Kaley Cuoco), která přijela z Nebrasky. Oba novou sousedku pozvou na oběd, kde se jim svěří, že se právě rozešla se svým přítelem (Brian Patrick Wade).
Leonardovi se Penny okamžitě zalíbí. Ta ho obratem požádá, zdali by zajel za jejím expřítelem a vyzvedl u něj Pennyinu televizi, která zůstala v jeho bytě. Sheldona vezme s sebou a Penny zůstane v jejich bytě ve společnosti jejich přátel Howarda (Simon Helberg) a Raje (Kunal Nayyar). Leonard se Sheldonem však s televizí nejsou úspěšní, navíc přijdou o kalhoty. Penny pak všechny jako poděkování pozve na večeři.

## Obsazení
| Johnny Galecki     | Leonard Hofstadter    |
| Jim Parsons        | Sheldon Cooper        |
| Kaley Cuoco        | Penny                 |
| Simon Helberg      | Howard Wolowitz       |
| Kunal Nayyar       | Raj Koothrappali      |
| Vernée Watson      | obsluha spermobanky   |
| Brian Patrick Wade | Pennyin expřítel Kurt |